# Gardel, el alma que canta
 Gardel, el alma que canta es una película documental de Argentina filmada en blanco y negro dirigida por Carlos Orgambide según el guion de Guillermo Fernández Jurado que si bien no se exhibió comercialmente, se estrenó el 16 de noviembre de 1985 en el Teatro General San Martín.

## Sinopsis
Documental sobre el cantor y compositor de tangos Carlos Gardel que incluye fragmentos de sus películas, fotografías y testimonios de amigos y conocidos.

## Testimonios
- Edmundo Guibourg
- Enrique Cadícamo
- Eduardo Morera
- Irineo Leguisamo
- Hermenegildo Sábat

## Comentarios
Beto González en Tiempo Argentino escribió:

”Sólo el cantor con la grandeza del mito que supera al tiempo puede vender tantas fallas de investigación y compaginación…Aunque se diga que lo biográfico importa mens que lo mitológico, no puede desestimarse ningún material que debió enriquecer esta entrega .”

En La Nación el crítico Claudio España dijo del filme:

”Cautivante evocación fílmica.”

El crítico Jorge Miguel Couselo escribió en Clarín:

”Este material de archivo se orquesta con caprichos de continuidad, inserción o cronología a veces injustificables….Otros momentos llegan a conmover y reverdecer un fenómeno que sigue preocupando y confundiendo a sociólogos.”